# 普里斯特利峰
67°12′S 50°23′E / 67.200°S 50.383°E
普里斯特利峰是南極洲的山峰，位於恩德比地的阿蒙森灣南岸，處於帕爾多山和托德山之間，該山峰在1930年1月14日被發現。